# صندوق الآغا خان للتنمية الاقتصادية

صندوق اغا خان للتنمية

صندوق الآغا خان للتنمية الاقتصادية SA هو كيان سويسري هادف للربح ومؤسسة تمويل إنمائي دولية تستثمر في بلدان شرق إفريقيا و غرب إفريقيا و آسيا الوسطى و جنوب آسيا. يقع مقرها في جنيف ، سويسرا.
أسسها الإمام النزاري آغا خان الرابع وهي جزء من شبكة الآغا خان للتنمية